# Zwei-Städte-Weg
Der Zwei-Städte-Weg (FAV 217) ist ein Rundwanderweg von Merkendorf nach Wolframs-Eschenbach in Mittelfranken. Er ist 12 km lang und verbindet im Fränkischen Seenland die beiden mittelalterlichen Städte.
Markiert wird der Verlauf mit dem Wegzeichen „roter Ring auf weißem Grund“.
Von Merkendorf führt der Weg in östlicher Richtung über den Wald bei Biederbach nach Wolframs-Eschenbach. Nach einer Stadtbesichtigung geht es über Waizendorf und das Naturfreibad Weißbachmühle zurück nach Merkendorf.
Der Bahnhof Triesdorf ist etwa 1,5 km von Merkendorf entfernt.

## Streckenverlauf
- Merkendorf (Bahnhof Triesdorf)
- Wolframs-Eschenbach
- Waizendorf
- Weißbachmühle
- Merkendorf (Bahnhof Triesdorf)